# Cacuso
Município Cacuso är en kommun i Angola.   Den ligger i provinsen Malanje, i den nordvästra delen av landet, 280 km öster om huvudstaden Luanda.
I omgivningarna runt Município Cacuso växer huvudsakligen savannskog. Runt Município Cacuso är det glesbefolkat, med 15 invånare per kvadratkilometer.